# Sala del Sedile dei Nobili
La Sala del Sedile dei Nobili è un palazzo storico di Modugno (BA). È probabilmente il palazzo più rappresentativo della città modugnese ed ha dato il nome alla sua piazza principale: Piazza Sedile.

## Storia
L'amministrazione della città era gestita dalla "Piazza dei Nobili" (costituita dai nobili modugnesi, che si riunivano in questa sede) e dalla "Piazza del Popolo" (formata dal popolo e dalla borghesia cittadina che si riuniva nella vicina piazza omonima).
La piazza dei Nobili di Modugno veniva definita "chiusa" in quanto....
Alcune funzioni erano differenziate fra la Piazza dei Nobili e la Piazza del Popolo.
Questa organizzazione venne confermata da Re Ferdinando I di Napoli con diploma scritto in latino del 10 gennaio 1464 e da Carlo III di Spagna con cedola in lingua spagnola inviata da Barcellona il 12 novembre 1708.

## Descrizione
È frutto di un restauro settecentesco che aggiunse alla fabbrica preesistente la torre dell'orologio caratterizzata da merlatura alla guelfa e sormontata da una elegante struttura in ferro battuto che contiene due campane: una che segna lo scandire del tempo, l'altra che avvisava i nobili dell'inizio delle assemblee. L'orologio funziona grazie a un sistema di caricamento a contrappesi. Il recente restauro del 2005 ha mostrato il profilo dell'originale portale del Seicento. L'emblema comunale del cardo selvatico è presente sulla facciata, sia nella parte superiore alla finestra che sormonta l'architrave, sia nella ringhiera di ferro battuto, a voler sottolineare il ruolo istituzionale che il palazzo aveva. Dal 1998 è sede della Pro loco. 
L'ingresso è introdotto da una doppia rampa di scale. Nella facciata, al disopra di un'alta zoccolatura aggettante con pietre lisce, inizia un bugnato in pietra calcarea. Sulla parte superiore della facciata è presente un'iscrizione in latino: “ORDO PATRITIORUM FIDELISSIMAE CIVITATIS MEDUNEI PROPRIO DECORI PATRIAE STUDENS COMODO SEDILI ET TURRI QUA HORARUM INTERVALLA DEMONSTRABANTUR VETUSTATE LABENTEM PROPRIIS IMPENSIIS IN VENUSTOREM FORMAM RESTUTUIT, ANNO A PARTU VIRGINIS 1713” (traduzione italiana: L'Ordine dei nobili della fedelissima città di Modugno, volendo per maggiore decoro della patria un Sedile conveniente e una Torre che segnasse le ore, il fabbricato per vetustà cadente a proprie spese restaurò nell'anno 1713 dalla nascita di Cristo). 